# Gigantocypris danae
Gigantocypris danae är en kräftdjursart som beskrevs av Poulsen 1962. Gigantocypris danae ingår i släktet Gigantocypris och familjen Cypridinidae. Inga underarter finns listade i Catalogue of Life.